# Alliance Covenante
Pour les articles homonymes, voir Alliance et Covenant.
L'Alliance Covenante, ou le Covenant (litt. la convention ou l'alliance) est une coalition extraterrestre théocratique et militaire fictive de l'univers Halo. Elle apparaît dans tous les jeux de la série Halo et dans les romans dédiés à cet univers. Le conflit entre l'Alliance Covenante, l'humanité et le Parasite est la principale intrigue de l'univers Halo. Les Covenants apparaissent pour la première fois dès le début de Halo: Combat Evolved : le personnage principal, John-117, doit permettre à l'intelligence artificielle Cortana de fuir le vaisseau Pillar of Autumn, attaqué par des soldats membres de l'Alliance Covenante. Ils constituent dès lors les principaux ennemis du jeu, jusqu'à l'apparition du Parasite, un peu plus tard dans Halo: Combat Evolved.
L'Alliance est composée de plusieurs espèces extraterrestres. Elle est dirigée par un triumvirat de San 'Shyuum : les Hauts Prophètes de la Vérité, de la Pitié et du Regret. La croyance Covenante repose sur le concept de Grand Voyage. Le voyage susnommé est une sorte d'élévation spirituelle, transcendant la forme physique des individus. Cependant, cette transcendance nécessite la mort. Les Covenants sont donc à la recherche des Halos, armes dévastatrices capables de détruire toute vie dans la majeure partie de l'univers. Les Covenants espèrent ainsi atteindre le paradis où les attendent les Forerunners. L'Alliance possède un calendrier, un alphabet et une technique propres, indépendants de ceux des espèces qui la composent. Le centre administratif, militaire et religieux de l'empire est la cité mobile de Grande Bonté. L'empire Covenant s'étend sur une vaste partie du Bras d'Orion de la Voie lactée.
Les Covenants découvrirent les humains en 2525. Voyant qu'ils leur étaient technologiquement supérieurs, ils les considérèrent comme un affront aux « Dieux », à savoir la civilisation Forerunner. Il est également possible que les San 'Shyuum, qui avaient compris que les humains étaient descendants des Forerunners voulurent les anéantir afin de ne pas révéler l'existence d'une espèce plus proche des Forerunners que les San 'Shyuum. Une guerre de position s'engagea donc contre le Commandement Spatial des Nations unies. En 2553, les humains sortirent vainqueurs de cette guerre. Des Covenants hostiles réapparaissent 4 ans plus tard, durant Halo 4, sous la direction de l'Elite  Jul'M'dama  qui remplace les San 'Shyuum.
Les principaux personnages Covenants sont Vérité, Pitié, Regret, l'Arbiter, Tartarus et Rtas 'Vadumee. Les personnages Covenants jouables sont l'Arbiter dans Halo 2 en mode solo puis dans Halo 3 exclusivement en mode coopération (missions du scénario jouées à plusieurs), puis N'tho 'Sraom et Usze 'Taham, deux autres Sangheili jouables également en mode coopération dans Halo 3.

## Développement
Comme la majorité des personnages et des espèces de l'univers Halo, les Covenants furent développés lentement dans le cadre de la phase conceptuelle initiale et améliorés durant la progression du développement de Halo: Combat Evolved. Pour dessiner les différentes races de l'Alliance, les artistes de Bungie regardèrent des animaux vivants et des films pour s'en inspirer. Ainsi, les espèces de l'Alliance Covenante possèdent des caractéristiques simiennes, reptiliennes, aviaires, insectes ou encore ursines.
Au cours du développement de Halo, les dessinateurs décidèrent d'opter pour trois « écoles » d'architecture, pour chaque race représentée : les humains, les Covenants et les Forerunners. Pour les Covenants, ils choisirent un style « lisse et brillant », avec des surfaces réfléchissantes, des formes organiques, et l'usage de divers violets,. Selon le directeur artistique Marcus Lehto, les principaux dessins pour l'Alliance furent inspirés de l'artiste environnemental Paul Russell.
Comme pour les personnages, la technique, l'architecture et le design Covenants changèrent continuellement pendant le développement, généralement pour des raisons pratiques autant qu'esthétiques. D'après Eric Arroyo, le croiseur Covenant Truth and Reconciliation, qui joue un rôle majeur dans Halo: Combat Evolved, devait être abordé par le joueur en gravissant une longue rampe. Cependant, afin de pouvoir offrir au joueur un environnement suffisamment proche, les designers mirent au point un « ascenseur gravitationnel », qui permit au vaisseau d'être plus éloigné de la terre (ce qui n'exigeait pas autant de puissance pour les détails) et également d'ajouter un composant « visuellement intéressant » de la technique Covenante.
L'équipe artistique passa beaucoup de temps sur l'armement Covenant, dans le but de permettre une reconnaissance rapide pour le joueur. En même temps, les designers souhaitaient que tous les aspects de la technique Covenante, en particulier les véhicules, réagissent de manière réaliste. Ils terminèrent en regardant films et autres médias, dont l'inspiration servit à quasiment tous les aspects des races de l'Alliance Covenante.

## Histoire de l'Alliance
L'histoire de l'Alliance Covenante se divise en sept époques, qualifiées d'âges.

### AvantContact Harvestetla Chute de Reach
L'histoire de l'Alliance commence par la rencontre entre les San 'Shyuum et les Sangheili, deux espèces extraterrestres. Les deux espèces entrent en guerre. Cette dernière s'achève par la découverte d'artefacts Forerunners, une race ancestrale disparue depuis, que les San 'Shyuum vénèrent jusqu'à la déification. Cette période de guerre fut nommée l'Âge de l'Abandon. 
La guerre prit fin avec la découverte des artefacts sur Sanghelios, planète natale des Sangheili. Les deux espèces autrefois ennemies s'allient et forment l'Alliance Covenante. Elles partent à la recherche d'autres espèces extraterrestres et entrent en guerre avec elles. Cette période est nommée l'Âge du Conflit.
Les Sangheili et les San 'Shyuum intègrent l'une après l'autre les races contre qui ils étaient en guerre. Ainsi, les Unggoys, les Kig-Yar, les Lekgolo et les Huragok rentrent dans l'Alliance Covenante. Leur entrée est officialisée par le Traité de l'Alliance Covenante. Cette période est nommée l'Âge de la Réconciliation.
Les Covenants, et les San 'Shyuum les premiers, décident de mener d'actives recherches sur la civilisation Forerunner et créent leur propre technique imitant celle des ancestraux extraterrestres. Cette période est baptisée l'Âge de la Découverte.
L'âge suivant, baptisé Âge de la Conversion est probablement symbolisé par la découverte de l'Installation 04, imposant vestige Forerunner, nommé Anneau Sacré par les Covenants. 
L'Âge du doute commence lorsque les Covenants découvrent qu'une clé, l'Index, qu'ils nomment Icône Sacrée, est nécessaire pour activer les Halo et ainsi atteindre le « Grand Voyage ». Ils découvrent également les Monitors, ou Oracles, comme « 343 Guilty Spark », qu'ils considèrent comme des liens directs avec les Forerunners.

### Contact HarvestetLa Chute de Reach
Entre-temps, en 2525, les Covenants rencontrent pour la première fois les humains, dans une de leurs lointaines colonies : Harvest. Leur observation les conduit à la conclusion que cette race est un affront aux Forerunners et décident de les anéantir. Harvest est ravagée, sa surface vitrifiée, avec pour seul message des Covenants qu'ils « sont les instruments des dieux qui ont réclamé la destruction de l'humanité », et est suivie par de nombreuses autres colonies humaines. Le premier contact avec les Covenants est évoqué dans Halo : la Chute de Reach et précisé dans Halo : Contact Harvest.

Pendant plusieurs années, la flotte Covenante sera invaincue. L'Amiral Preston Cole parvint à reprendre le système d'Harvest en rassemblant la plus vaste flotte de l'histoire de l'humanité et remporte la première victoire humaine de l'histoire face à l'Alliance. Il y perdit cependant les deux tiers de sa flotte, qui était trois fois supérieure en nombre à celle de l'Alliance Covenante. Cette dernière connaîtra d'autres défaites, notamment à Sigma Octanus, face au capitaine Jacob Keyes opposant cette fois-ci un nombre égal de vaisseaux. Après la victoire de Cole, fut mis en place au sein du CSNU le Protocole Cole, devant permettre d'empêcher les Covenants de découvrir les coordonnées de la Terre en suivant des vaisseaux humains.
Le point d'orgue de la guerre entre les Covenants et les humains est la bataille de Reach. L'imposante flotte de la Justice Distincte y participe, commandée par le Commandant Suprême, futur Arbiter, avec notamment le Truth and Reconciliation. Les défenses terriennes sont cependant très puissantes : 20 Super-CAM protégeaient la planète depuis leurs plates-formes. Un seul de leurs obus est capable de détruire même le plus imposant des vaisseaux covenant. Les Covenants décident d'envoyer des vaisseaux de largage envahir la surface afin de s'emparer des générateurs des canons. Un vaste groupe de Spartans est envoyé sur Reach pour les contrer. Mais contrairement à ce que ces derniers pensaient, les Covenants semblaient chercher à rester sur Reach, ce qui signifiait que leurs vaisseaux ne détruiraient pas la planète comme ils l'avaient fait pour les précédentes.

Dans l'espace, la flotte du CSNU est anéantie et une partie de la planète Reach est vitrifiée. Cependant, elle n'est pas détruite, car les Covenants sont à la recherche du cristal Forerunner, qu'ils savent caché sur la planète.

### Combat Evolved
Le Pillar of Autumn, vaisseau humain dont la mission initiale était de suivre un vaisseau Covenant jusqu'à leur monde natal et d'y capturer un « Prophète », membre de la caste dirigeante de l'Alliance, dut participer à la bataille de Reach et en fut le seul rescapé. Il suivit malgré tout des vaisseaux Covenants et arriva dans le système Threshold, où les humains découvrirent l'Installation 04, un anneau. C'est là que commence la série de jeux vidéo, avec Halo: Combat Evolved.

Les Covenants sont vaincus par les humains sur l'anneau alors qu'ils cherchaient à l'activer. L'opération s'avère un désastre. Le Parasite, endormi depuis des millénaires, est réveillé par une mission inconsciente et John-117 anéantit l'anneau en faisant exploser l'épave du seul vaisseau survivant de la bataille de Reach : le Pillar of Autumn. Il fut ensuite qualifié de « Démon » par le triumvirat dirigeant.

### Opération First Strike
Après la destruction de l'anneau, John-117, le Spartan, rencontra d'autres survivants de l'opération, dont le Sergent Johnson, et aborda avec eux un vaisseau Covenant : l'Ascendant Justice. Grâce à Cortana, les humains parviennent à revenir dans le système Epsilon Eridani et affrontent les autres vaisseaux Covenants en poste dans le secteur. Pendant ce temps, les Spartans survivants de Reach récupèrent le cristal Forerunner et montent dans l'Ascendant Justice. Le vaisseau parvient à échapper aux Covenants. Cortana découvre que les Covenants ont trouvé la localisation de la Terre et souhaitent s'y diriger en rassemblant leur flotte dans les astroports d'une gigantesque base : le Hiérophante Inflexible. Les Spartans abordent la base et activent son processus d'autodestruction. L'Ascendant Justice attira en plus des vaisseaux Covenants supplémentaires sur le site de l'explosion en prétendant avoir à son bord le cristal Forerunner. Ce dernier avait en vérité été détruit avant l'opération sur le Hiérophante Inflexible. Des Covenants parvinrent à en retrouver quelques fragments dans l'espace, que Tartarus rassembla dans une sphère qu'il offrit à son maître Vérité. Ces faits font partie de Halo : Opération First Strike, dont l'intrigue sert de jonction scénaristique entre Halo: Combat Evolved et Halo 2.

### Halo 2
L'Âge de la réclamation est la dernière période de l'histoire de l'Alliance. Elle débute probablement en 2552 d'après le calendrier humain, après la destruction de l'Installation 04, soit après Halo: Combat Evolved. Les Covenants parviennent à découvrir la localisation de la Terre. Ils décident d'y envoyer leur flotte entière à bord du Hiérophante Inflexible. Les humains, ayant eu vent de ce plan, parviennent à le détruire. Malgré cela, au début du jeu Halo 2, une flotte bien diminuée envahit toutefois la Terre, menée par Regret. Pour traverser l'impressionnant réseau de défense terrien, protégé par environ 400 stations orbitales possédant chacune un CAM, les Covenants décident d'envoyer des troupes terrestres aborder les stations pour y placer des bombes avant de se replier. Les stations Le Malte et L'Athènes sont ainsi détruites. La station Le Caire manque de l'être également, mais John-117 qui s'y trouvait fait sortir la bombe de la station et, en la guidant lui-même dans le vide spatial, la précipite sur un vaisseau Covenant qui explose immédiatement. Malgré cela, la brèche créée dans le réseau terrien permet à la flotte de s'y engouffrer et d'aller envahir la ville de New Mombasa.
En parallèle de la bataille sur Terre, l'ex-commandant de la flotte de la Justice Distincte et du vaisseau Ascendant Justice, un Sangheili, est jugé sur Grande Bonté et accusé d'hérésie et d'incapacité à protéger l'Anneau Sacré. Regret participe au procès par liaison holographique. L'invasion de la Terre tourne au désastre lors de la bataille de New Mombasa après l'arrivée de John-117. Regret décide de fuir en effectuant un saut subspatial à l'intérieur même de l'atmosphère de la planète. Il y parvient, mais provoque une explosion qui souffle totalement la ville de New Mombasa. Miranda Keyes, à bord de son vaisseau, le In Amber Clad, suit le vaisseau de Regret jusqu'à l'Installation 05.
Finalement, le Sangheili est nommé Arbiter et envoyé en croisade contre les hérétiques. Les Arbiters sont des Sangheili sélectionnés pour résoudre d'importantes crises. Le commandant chargé de l'opération de soumission des Lekgolo précédant leur entrée dans l'Alliance était un Arbiter d'identité inconnue. De même, un Arbiter fut chargé de mater la « révolte des Grognards », pendant laquelle les Unggoys s'étaient rebellés contre l'autorité de l'Alliance. L'Arbiter mate un mouvement dissident, qualifié d'« hérétique » mis au courant de la mort violente que constituait le Grand Voyage. Avec Tartarus, chef des Jiralhanae, il amène 343 Guilty Spark, moniteur de l'ancienne Installation 04, à Grande Bonté. Les Hauts Prophètes l'interrogent et découvrent l'existence de l'Index, ou Icône Sacrée, seule clé permettant d'activer Halo. 
Pendant ce temps, John-117 et les humains poursuivent Regret sur l'Installation 05. Après avoir traversé plusieurs structures, le Spartan trouve le San 'Shyuum et le tue. Grande Bonté arrive à cet instant au-dessus de l'anneau, accompagné de toute la flotte Covenante.
À ce moment s'opère un changement fatal pour l'Alliance. Les Sangheili, considérés comme inaptes à la protection des San 'Shyuum depuis la mort de Regret, sont remplacés par les Jiralhanae au rang de Garde d'Honneur des Prophètes. Cette nouvelle rend l'union de plus en plus fébrile, les Sangheili n'ayant jamais subi ce genre de chose depuis la création de l'Alliance. 
Peu après, l'Arbiter est envoyé à la surface de l'anneau pour chercher l'Index, nommé Icône Sacrée par les San 'Shyuum. Miranda Keyes et Avery Johnson arrivent avant lui mais l'Arbiter leur vole. Ce dernier est alors trahi par Tartarus sur Halo Delta qui tente de l'assassiner, par ordre des San 'Shyuum, ce qui surprend l'Arbiter. Il s'avère que les Hauts Prophètes de l'Alliance ont même prévu d'anéantir totalement la race des Sangheili pour les remplacer par les Jiralhanae. En effet, les Jiralhanae sont aussi puissants et efficaces que les Sangheili, mais ils sont aussi plus malléables et plus dociles, contrairement aux Sangheili; dès lors, un tel remplacement permettrait aux Prophètes d'avoir la mais mise totale sur l'Alliance. Ce génocide provoque une révolte sur Grande Bonté, mais elle est assez vite matée. Vérité ne se préoccupe que de son objectif : activer Halo. Le Spartan 117 arrive à cet instant et cherche à récupérer l'Index pour empêcher l'activation de Halo Delta. La guerre civile éclate finalement, et des combats ont lieu dans toutes les parties de Grande Bonté. Les Sangheili ainsi que quelques Lekgolo et Unggoys, acculés et moins nombreux, se replient sur le Mausolée de l'Arbiter où ils sont finalement vaincus. 
Le Parasite, venu en volant la frégate humaine In Amber Clad, infeste la station et tue les Covenants, à commencer par Pitié. Vérité s'enfuit vers un vaisseau Forerunner situé au centre de la ville pour aller vers la Terre à son bord, tandis que Tartarus part vers Halo Delta dans le but de l'activer. La cité est prise, et Cortana y reste dans le but de la détruire, afin de faire exploser l'Installation 05 du même coup. Pendant ce temps, John-117 s'infiltre dans le vaisseau Forerunner afin de retourner sur Terre participer aux combats à venir. Sur le Halo, une alliance improbable entre l'Arbiter et des soldats de l'UNSC parvient de justesse à empêcher Tartarus de tirer avec l'armement principal de l'installation. Apprenant que cette interruption a armés l'ensemble des Halos qui sont désormais prêts à tirer, les Shangeili et les humains décident de s'allier pour retrouver l'Arche, le centre de contrôle et seul endroit d'où peut être ordonée la mise à feu simultanée de tous les Halos.

### Halo 3
L'activation est empêchée par les humains et l'Arbiter, qui s'est allié à eux. Menant la race Sangheili, il décide d'affronter ses anciens alliés de l'Alliance et s'allie avec ses anciens ennemis humains. Le jeu Halo 3 commence au moment où le Spartan John-117 se réveille sur Terre après être tombé du vaisseau Forerunner.

Il va sur Terre et aide John-117 à affronter l'armée Jiralhanae. Vérité pose le vaisseau Forerunner au centre d'une plate-forme enterrée sous terre. Après un certain temps, un mécanisme s'active, activant un titanesque portail où le vaisseau Forerunner s'empresse de s'engouffrer. Le reste de la flotte Covenante suit et arrive sur l'Arche.
Pendant ce temps, un vaisseau sorti de Grande Bonté, arrive sur Terre avec à son bord des centaines de parasites. Les Sangheili et les humains doivent les affronter avant de pouvoir suivre Vérité dans le portail. Rtas 'Vadumee, pour empêcher les parasites de se répandre, fait vitrifier les environs de New Mombasa. Après cela, les hérétiques et les humains pénètrent à leur tour dans le portail.
La flotte unifiée affronte les Jiralhanae sur l'Arche, malgré une écrasante infériorité numérique. L'Aube de l'espérance, frégate de Miranda Keyes, envoie ses hommes à la surface de l'Arche pour aller combattre les Covenants. 343 Guilty Spark leur vient également en aide.
Pendant la bataille contre les Covenants, Grande Bonté atterrit sur l'Arche et répand le Parasite qui l'a infestée à la surface de l'installation Forerunner. Le Fossoyeur lui-même est du voyage. 
John-117 et l'Arbiter parviennent à vaincre les dernières forces Covenantes et investissent la forteresse de Vérité, qui est bien proche de parvenir à son objectif. Il est stoppé dans son entreprise par le Parasite, qui s'allie temporairement aux « hérétiques ». Le combat entre les hérétiques et le Parasite reprend malgré tout dès la mort de Vérité. John-117 et l'Arbiter rejoignent alors Grande Bonté, écrasée sur l'Arche, dans le but d'y retrouver Cortana, qui détient encore l'Index de l'Installation 04. Un nouvel Halo, destiné à remplacer l'anneau détruit par John-117, ayant été créé par l'Arche. Après avoir retrouvé l'intelligence artificielle, le Spartan et l'Arbiter détruisent Grande Bonté. Il est possible que le Fossoyeur, qui s'y trouvait au moment de l'explosion, ait été tué. Rtas 'Vadumee réunit les rares survivants, humains comme Sangheili, dans le Shadow of Intent, et repart vers la Terre, laissant derrière lui John-117, l'Arbiter et le Sergent Johnson. Les trois vont vers l'anneau nouvellement construit dans l'espoir de l'activer pour détruire l'Arche, ainsi que le Parasite qui s'y trouve encore. 343 Guilty Spark décide de les accompagner, ayant une parfaite connaissance des anneaux Forerunners. Johnson prend le commandement de l'Aube, vaisseau de Miranda Keyes, et le pose à la surface de l'anneau. Il rejoint ensuite l'Arbiter et John-117 qui ont pris d'assaut la salle de contrôle. 343 Guilty Spark se rend compte que la structure neuve de l'anneau pourrait ne pas résister à une activation. Il décide donc d'empêcher Johnson de le faire et le tue. John-117 l'élimine après un bref combat et active l'anneau. Il fuit alors vers l' Aube avec l'Arbiter. Les deux héros parviennent finalement dans le vaisseau. John-117 reste à l'arrière pour insérer Cortana dans un port informatique tandis que le Sangheili prend les commandes du vaisseau pour traverser le portail généré par l'Arche avant que celle-ci ne soit détruite. Il y parvient, mais uniquement avec la moitié du vaisseau, Cortana et John-117 restant de l'autre côté. L'Arbiter rejoint alors la Terre, et après avoir assisté au baroud d'honneur aux disparus lors de la guerre donné par l'amiral Terrence Hood, il remonte à bord du Shadow of Intent et décide de repartir vers le monde natal des Sangheili : Sanghelios. Les Sangheili décident également d'en rester là avec l'humanité.
L'âge de la Réclamation et l'histoire de l'Alliance prennent probablement fin avec la mort du Haut Prophète de la Vérité sur l'Arche et la dissolution définitive de l'Alliance, en point final de la guerre civile déclenchée par l'Arbiter et les Sangheili. Il est difficile de savoir ce qu'il est advenu des éventuels derniers loyalistes Covenants mais il semble qu'ils aient tous été vaincus lors de la destruction de l'Arche.

### Halo 4
À la suite de la dissolution de l'Alliance durant les évènements de l'Arche, plusieurs sectes covenantes virent le jour. La plus importante d'entre elles, également appelée Alliance Covenante, fut recréée par le Sangheili Jul 'Mdama. Cette nouvelle alliance, dont la genèse est relatée à la fin du roman Halo : The Thursday War, a pour but de retrouver un guerrier divin Forerunner, le Didacte, dont d'anciennes croyances Sangheilies disent qu'il se battra aux côtés de ses croyants le moment venu. Avide de vengeance contre les humains, dont il s'est persuadé qu'ils sont responsables de la mort de sa femme, 'Mdama rassembla de nombreux membres parmi certaines espèces de l'ancienne alliance afin d'en reformer une seconde, basée sur cette nouvelle idéologie. Cette nouvelle alliance, où manquent notamment les Yanme'es et les San 'Shyuums, existe en parallèle d'autres sectes constitués d'espèces ayant composées la première alliance et ne partageant pas l'idéologie des suivants de 'Mdama.
Cette nouvelle Alliance Covenante, formée aux alentours de 2553, resta méconnue de l'UNSC pendant plusieurs années, ses membres étant rassemblés autour de la planète artificielle Requiem dans laquelle était enfermé le Didacte, cherchant inlassablement un moyen d'y pénétrer. Ce n'est qu'en 2557, avec l'arrivée à proximité de l'épave du UNSC Forward Unto Dawn et de son occupant, John-117, que les Covenants réussirent à accéder à l'intérieur de la planète creuse, le code génétique du protagoniste humain étant la clé nécessaire à l'ouverture de Requiem. Par la suite, les Covenants s'interposèrent dans les tentatives de communication entre John-117 et le vaisseau de l'UNSC Infinity, puis servirent de force de frappe au Didacte contre les humains lorsque celui-ci fut tiré de son sommeil. Lorsque le Didacte quitta Requiem pour partir à la recherche du Recomposeur, afin de l'utiliser contre la Terre, une partie des Covenants, dont Jul 'Mdama, restèrent sur la planète pour l'étudier.
Six mois plus tard, à la suite de la défaite du Didacte, l'UNSC Infinity se heurta de nouveau aux Covenants lorsqu'il mena son expédition scientifique sur Requiem. Jul 'Mdama parvint notamment à capturer le docteur Halsey, grande spécialiste de la technologie Forerunner, puis l'utilisa pour récupérer l'artéfact Forerunner appelé Clé de Janus, à même de localiser l'intégralité des artéfacts Forerunners de la Voie lactée. L'UNSC put s'emparer d'une partie de la clé, tandis que les Covenants fuirent la planète en trajectoire de collision vers l'étoile du système avec l'autre partie.

### Halo 5: Guardians
La nouvelle Alliance covenante de Jul'Madma est l'un des deux camps dans la violente guerre civile de Shangelios qui les oppose aux Épées de Shangelios de l'Arbiter. Ils tentent de s'emparer du domaine des Vadam, le fief personnel de l'Arbiter, et d'assassiner ce dernier, mais ils sont mis en échec par l’arrivée de l'équipe Osiris de l'UNSC. Peu après, ils tentent d'empêcher l'UNSC et l'Arbiter de  pénétrer au sein d'une installation Forerunner, allant jusqu'à déployer une gigantesque station aérienne de combat Kraken pour les stopper, mais en vain. Cette défaite les rend vulnérables et permet aux Épées de Shangelios de les attaquer directement dans leur forteresse de Sunaion, sous laquelle se situe un gigantesque robot-vaisseau Forerunner appelé Gardien. L'équipe Osiris active le Gardien, dont le départ ravage les lignes de défenses covenantes et les conduit à leur défaite finale face aux troupes de l'Arbiter.

## Croyance
L'ensemble de la croyance commune de l'Alliance est empruntée à celle des San 'Shyuum, qui vénèrent les Forerunners au point de les déifier. Ils recherchent les principaux vestiges de leur civilisation : les installations Halo. Les San 'Shyuum souhaitent utiliser les anneaux pour réaliser une sorte de pèlerinage transcendent nommé « Grand Voyage ». Même si les autres espèces composant l'Alliance ignorent tout de la teneur réelle de ce Grand Voyage, ils sont pour la plupart soumis à la croyance et la respectent sans zèle, à l'exception des Lekgolo qui ne font partie de l'Alliance qu'à titre militaire. Les San 'Shyuum pensent que les Forerunners ont utilisé les anneaux pour purifier l'univers, et que les anneaux ont mené cette civilisation au paradis des dieux. Les San 'Shyuum espèrent donc suivre le même chemin et doivent pour cela activer les anneaux. Au moins un doit être activé pour permettre le Grand Voyage, afin que son « vent divin » puisse guider les Covenants sur la voie des Forerunners.
Cette dévotion radicale est ironique, puisqu'elle conduit immanquablement à la mort. Cortana et John-117 découvrirent que les anneaux n'étaient nullement des outils permettant la transcendance, mais des armes ravageant toute vie intelligente à sa portée pour empêcher la progression du Parasite. De plus, les anneaux n'ont pas transcendé les Forerunners. Ils ont simplement été détruits, avec de nombreuses autres formes de vie, laissant de simples vestiges de leur civilisation derrière eux. Dans Halo 3, un des rares Forerunners à avoir survécu a laissé sur l'Arche des textes décrivant le processus du « Grand Voyage ». 
Hormis les San 'Shyuum, peu de Covenants sont au courant du sort funeste qui attend les activateurs d'un Halo. Le premier Sangheili à apprendre la vérité fut Sesa 'Refumee, qui apprit cette dernière de 343 Guilty Spark lors d'une mission. Il précha la parole de l'« Oracle » et rassembla quelques Covenants avec lui. Ces derniers furent taxés d'hérétiques et une mission fut lancée contre eux, menée par Rtas 'Vadumee et l'Arbiter, qui tuèrent tout le monde, y compris Sesa. Après sa rencontre avec le Fossoyeur et John-117, l'Arbiter apprit également la vérité, et mena les Shangeilis contre les Brutes au cours de la guerre civile au sein de l'Alliance.

Certains Covenants sont au courant mais choisissent malgré tout de poursuivre l'objectif des San 'Shyuum. Tartarus par exemple, apprend la mort qui l'attend si Halo Delta est activé, mais refuse d'admettre l'évidence, et décide de continuer sa mission. Le dernier à chercher l'activation des anneaux fut Vérité, mais il périt avant d'avoir pu le faire sur l'Arche, dans Halo 3.
Les San 'Shyuum savent que les humains sont les descendants des Forerunners. Il semble qu'ils aient été les seuls à s'en rendre compte. Afin de maintenir la cohésion de l'Alliance, et de garder secret le fait qu'il existait une espèce dans l'univers qui soit plus proche des Forerunners que les San 'Shyuum eux-mêmes, ces derniers prétendirent que l'humanité était une race indigne des « Anciens ». Ainsi, ils pouvaient détruire cette espèce gênante et continuer à manipuler l'Alliance. Vérité, lorsqu'il allait activer les anneaux sur l'Arche, révéla à Johnson qu'il avait besoin d'un humain pour accomplir cette tâche mais que ce secret « mourrait avec tout le reste ».
Les San 'Shyuum ont également employé, dans Halo : Parasite, des Sangheili baptisés « Ossoonas » (Œil du Prophète), devant infiltrer les humains pour les observer.

## Technologie
La technologie Covenante est totalement empruntée à celle des Forerunners. D'ailleurs, pour eux, modifier la technologie des « Anciens » est un sacrilège hérétique puni de mort. Cependant, les Covenants ne la maîtrisent pas et l'utilisent de façon très basique. Plusieurs intelligences artificielles humaines, comme Cortana ou Wellsley ont été en mesure d'améliorer les technologies en y ayant accès. Ainsi, Cortana a découvert un moyen bien plus efficace d'employer les canons à plasma Covenants, les rendant bien plus destructeurs. Les Covenants ont également utilisé la technique humaine à un niveau très basique, comme pour fabriquer des IA. Les Covenants emploient également une technologie avancée de camouflage, permettant aux soldats d'infanterie de devenir pratiquement invisibles mais dont la silhouette reste malgré tout quelque peu apparente.

### Armement

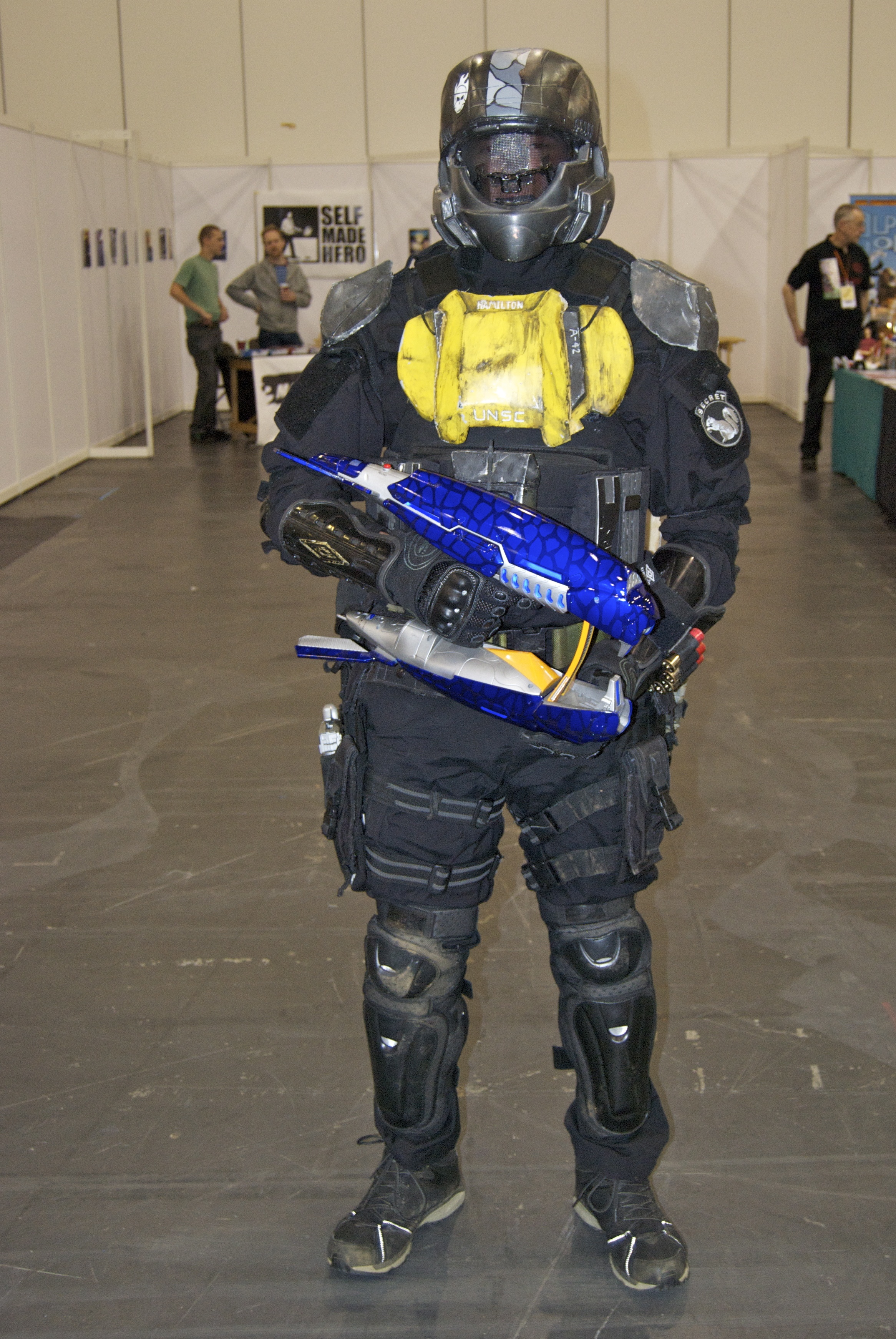
Un fusil à plasma porté par un soldat ODST.

La majeure partie de l'armement Covenant est constitué de plasma employé à diverses fins. La technologie du plasma Covenante est basée sur la technologie Forerunner. Les armes à plasma sont construites autour d'une batterie qui génère du plasma et le projette sur la cible.
Le pistolet à plasma délivre des charges d'une puissance de 100 à 150 kilowatts. Il peut également concentrer de l'énergie pendant un certain temps afin de délivrer un projectile concentré de plasma surchauffé bien plus puissant. Le fusil à plasma, possédant deux déclinaisons à peu près identiques, tire des charges de plasma surchauffé successives à grande vitesse, chacune surchauffant peu à peu l'arme, et la rendant inutilisable quelques instants au paroxysme de la surchauffe. Le fusil de sniper Covenant fonctionne de la même façon, et dispose d'une batterie de 18 coups, l'arme surchauffant à trop forte cadence. L'épée à énergie concentre une énergie du même type de façon à la rendre tangible sous la forme d'une lame de 90 centimètres. Une grande partie des véhicules de combat dispose également d'armements au plasma. Les grenades Covenantes fonctionnent également sur le système du plasma. Elles ont une portée relativement courte et possèdent la propriété d'adhérer aux tissus organiques. Une grenade à plasma bien lancée peut donc s'accrocher à un ennemi et exploser directement sur lui.
Une autre technologie employée est celle du combustible. Peu d'armes utilisent ce principe. Le canon à combustible utilise des barreaux de combustible en guise de chargeur et permettant de créer des projectiles de combustible concentré hautement explosif. La carabine emploie approximativement le même principe, créant cependant de petits projectiles de combustible effilés, permettant de gagner en cadence mais perdant en puissance brute.
Le Needler (T-33) semble une exception, car il n'emploie ni la technologie du plasma ni celle du combustible et utilise un cristal en guise de chargeur. Ce cristal est brisé pour fabriquer des pointes explosives, qui se fragmentent quelques secondes après avoir été tirées, provoquant des shrapnels bien plus dangereux. Une variante est la carabine Needler T-31 qui tire au coup par coup et dispose d'une plus grande précision. Elle ne fut plus employée après la Bataille de Reach.
Les Jiralhanae utilisent leur propre technologie, plus simple que celle des Forerunners. La technologie des Jiralhanae est plus analogue à la technologie humaine, et est basée sur l'usage du feu et des explosions. Le Spiker est un petit pistolet mitrailleur projetant des pointes de métal surchauffé. Le Mauler projette des éclats surchauffés provoquant des dégâts plus importants. Le sabre-grenade est l'arme favorite des Jiralhanae. Il s'agit d'un lance-grenade projetant à très forte vitesse des grenades à fragmentation. Les Jiralhanae ont également leurs propres grenades. La première, fonctionnant sur un système de fragmentation, elle est bardée de pointes lui permettant de s'accrocher à n'importe quel support. La deuxième est une puissante grenade incendiaire, à l'effet aussi puissant que le lance-flamme de l'UNSC. Les armes des Jiralhanae sont bardées de lames, cette espèce affectionnant tout particulièrement le combat au corps à corps. Les armes des Jiralhanae apparaissent toutes dans Halo 3.
La plus puissante arme de l'arsenal Jiralhanae est le marteau antigravité. Cette grosse masse permet de frapper en manipulant la gravité dans un rayon restreint. Cette arme est très lourde et ne peut être portée que par des chefs Jiralhanae. Tartarus possédait son propre marteau : le « Fist of Rukt » (Poing de Rukt en français).

### Véhicules
Il existe deux types de véhicules Covenants : les « classiques », s'inspirant des technologies Forerunners, notamment celles du plasma et du combustible et utilisant des commandes identiques; et les véhicules Jiralhanae, conçus par ces derniers, sur un plan similaire à celui de leur armes.
Les noms utilisés ici sont les désignations données par l'UNSC,.

#### Véhicules «classiques»
Le Ghost est le véhicule de combat de base de l'Alliance. Pilotable par un Sangheili, un Unggoy ou occasionnellement par un Jiralhanae, cet aéroglisseur flotte à environ un mètre du sol. Il dispose de deux canons à plasma montés sur des ailettes aérodynamiques. Les réacteurs du Ghost sont sur ses ailettes et peuvent entrer en postcombustion en puisant dans l'énergie des armements, les rendant inutilisables le temps d'une puissante accélération.
Le Banshee est un vaisseau de combat pouvant être piloté par un Sangheili ou un Jiralhanae et parfaitement adapté au combat aérien. Il dispose de deux canons à plasma similaires à celui du Ghost. Son système de postcombustion est le même que celui de l'aéroglisseur. De plus, le Banshee dispose d'un canon à barreau de combustible identique à celui manié à la main.
Le Spirit est un vaisseau de largage à la forme d'une fourche à deux dents. Ces « dents » contiennent les troupes, qui sautent pour quitter l'appareil. Le vaisseau dispose pour se défendre d'une tourelle à plasma projetant un triple rayon concentré. Il semble que ce modèle fut abandonné après la destruction de l'Installation 04 pour être remplacé par le Phantom.
Le Phantom est le vaisseau de largage le plus usité. Un solide blindage entoure l'ensemble du Phantom, permettant une meilleure protection des troupes à l'intérieur. Ces dernières disposent d'ailleurs de bien plus de confort que dans le premier modèle. Les soldats quittent le vaisseau au moyen d'un petit ascenseur gravitationnel situé sur le ventre du vaisseau. Trois tourelles à plasma tirant des boules de plasma encerclent l'ouverture de l'ascenseur.
L'Apparition est le véhicule d'assaut le plus puissant de l'arsenal Covenant. Il peut être piloté par un Sangheili ou par un Jiralhanae. Ce char hautement blindé dispose d'un énorme mortier projetant de gigantesques boules de plasma concentré, détruisant tout sur un vaste rayon. Ce mortier dispose cependant d'une portée restreinte et minimale. Une tourelle à plasma utilisée par un autre soldat que le pilote permet de défendre l'Apparition des ennemis trop proches.
- Un autre modèle fut créé pour la deuxième bataille de la Terre : l'Apparition anti-aérienne. Fonctionnant sur le même principe que les anciennes, les anti-aériennes voient cependant le mortier à plasma remplacé par huit canons à barreau de combustible permettant d'affronter plus simplement les véhicules aériens, principal point faible du premier modèle d'Apparition, qui continua cependant à être utilisé par les Covenants lors de la guerre civile.

Deux véhicules portent le nom de Spectre, l'un dans Halo 2, l'autre dans Halo 3 :
- Le Spectre de Halo 2 est analogue au Warthog humain sauf qu'il possède possède quatre places : une pour le pilote, deux pour les passagers et une place à l'arrière permettant de commander une tourelle à plasma, identique à celle montée sur les Apparitions. Les Spectres peuvent être pilotés par les Jiralhanae, mais sont des véhicules majoritairement employés par les Sangheili, notamment sur l'Installation 05. Le système de postcombustion du Spectre est plus évolué que celui du Ghost, car il permet une accélération sans pour autant désactiver la tourelle à plasma, qui peut donc toujours être utilisée. L'accélération est cependant plus courte.
- Son homonyme de Halo 3 est une tourelle à plasma fixe. Grâce à un dispositif antigravité, le siège de la tourelle flotte au-dessus de sa base, accrochée au sol. Deux canons à plasma similaires à ceux des Apparitions y sont fixés. Le système antigravité permet une rotation à 360°.

Le Shade est une tourelle plasma de Halo: Combat Evolved, qui évolue dans chaque opus jusqu'à devenir le Spectre dans Halo 3. Dans le premier opus, une tourelle à triple canon à plasma identique à celui du Spirit est posée sur une base à trois pieds. Dans Halo 2, cette tourelle est protégée par des boucliers à énergie et tire des projectiles de plasma identiques à ceux des Phantoms. Enfin, dans Halo 3, le Shade est devenu le Spectre.
Le Shadow est un véhicule de transport de troupes terrestre. Pilotable uniquement par les Sangheili, il fut très peu utilisé, et uniquement lors de la première bataille de la Terre. Ces longs véhicules peuvent transporter une dizaine de soldats, sans compter le pilote et l'artilleur placé sur la tourelle à plasma, analogue à celle des Phantoms.
Le Séraphin est le vaisseau léger de combat spatial le plus employé. Il évoque d'après l'UNSC la forme d'une larme. Il tire des projectiles de plasma et dispose du même système de propulsion que les vaisseaux de guerre Covenants.
Le vaisseau d'abordage est un transporteur de troupes disposant d'un couloir principal semblable à un dard qui transperce les blindages afin de laisser passer les troupes qu'il contient. Le joueur en voit dans Halo: Combat Evolved et dans Halo 2.

#### Véhicules Jiralhanae
Le Chopper est analogue au Ghost mais emploie la technologie Jiralhanae. Seuls ces derniers peuvent piloter ces véhicules parmi les races de l'Alliance. Le Chopper fonctionne avec deux énormes roues, placées dans une section blindée capable de pivoter dans n'importe quel sens. Le siège du pilote demeure toujours droit. Un Chopper est donc difficile à faire chavirer. De plus, la carapace blindée est bardée de lames, adaptant le véhicule aux chocs avec d'autres. Le Chopper dispose de deux canons projetant des projectiles surchauffés explosifs à faible cadence. Un système de postcombustion permet d'accélérer temporairement le cycle de rotation des roues.
Le Prowler est semblable au Spectre Covenant. Il dispose également de trois places et est piloté uniquement par des Jiralhanae. Sa tourelle est similaire à celle du Spectre, ce qui constitue une exception dans la technologie Jiralhanae, n'utilisant généralement pas le plasma. Le système de propulsion est approximativement le même que celui du Chopper, si ce n'est que les roues sont beaucoup plus petites et nombreuses. Elles sont placées dans le capot du véhicule. Comme le Chopper, le Prowler est bardé de lames permettant de détruire les autres véhicules et de tuer leurs occupants plus facilement.

### Technologie spatiale

#### Vaisseaux
La flotte Covenante consiste en plusieurs classes de vaisseaux nommés par l'UNSC comme les vaisseaux humains. Les vaisseaux spécifiques cités dans les jeux et les romans sont classés selon des standards humains. Les vaisseaux Covenants utilisent la même technologie de voyage subspatial que les humains mais la leur est dérivée de celle des Forerunners, qui est plus aboutie que celle des réacteurs « Shaw-Fujikawa » humains. Ainsi, les Covenants voyagent plus vite, avec plus de précision et en consommant moins d'énergie pour parcourir la même distance dans le sous-espace. Cependant, une fois arrivé, un vaisseau Covenant est vulnérable quelques instants, car il doit recharger les réserves d'énergie utilisées lors du saut subspatial. L'armement des vaisseaux est essentiellement basé sur la technologie du plasma largement utilisée pour l'infanterie. En utilisant un système d'électro-aimants de forte puissance, les tourelles tirent des projectiles de plasma surchauffé à de grandes distances dans l'espace, capables de faire totalement fondre l'épais blindage de titane d'un vaisseau de l'UNSC. Cortana, lorsqu'elle contrôlait l'Ascendant Justice, remarqua que cette technologie était utilisée de manière très primaire, et améliora le principe afin de produire un fin rayon de plasma surchauffé transperçant efficacement les blindages. Ce procédé permet de consommer beaucoup moins d'énergie. Cette découverte confirma que les Covenants utilisaient la technologie de manière imitative et non innovante. Les boucliers des vaisseaux Covenants sont similaires à ceux des Sangheili à plus vaste échelle. Ils recouvrent entièrement la structure. Ces boucliers, auparavant, ne pouvaient être détruits qu'en utilisant trois obus de Canon à Accélération Magnétique (CAM) ou une explosion nucléaire. Lors de la bataille de Reach, il s'avéra qu'un seul obus de Super-CAM suffisait à pulvériser le blindage d'un vaisseau Covenant, même avec le bouclier actif.  
Chaque vaisseau Covenant est équipé d'un dispositif nommé « Luminaire ». Les Luminaires sont dérivés d'une technologie découverte à bord du vaisseau Forerunner situé au centre de Grande Bonté, et sont donc considérés comme sacrés par les Covenants. Ces derniers pensent que ces Luminaires servent à détecter des signes de technologie Forerunner. C'est pourquoi ils se trouvent sur chaque vaisseau, et le moindre dommage infligé à un Luminaire est puni de mort. Cependant, ces dispositifs ne servent pas à détecter des technologies Forerunners mais des « Dépositaires » potentiels, soit des humains capables d'activer les Halo. Les Covenants avaient donc mal interprété cela et pensaient devoir « réclamer » tout ce qui était détecté par les Luminaires. Il s'agit à priori d'un des facteurs ayant entraîné leur volonté d'anéantir l'humanité.
Les principaux vaisseaux de guerre Covenants sont les suivants :
Le Truth and Reconciliation est un croiseur de combat utilisé lors de la bataille de Reach. Il participe ensuite à l'opération sur l'Installation 04, servant de base opérationnelle pour les soldats du secteur et de prison pour Jacob Keyes. Le Truth and Reconciliation fut ensuite envahi par le Parasite avant d'être conquis par les soldats humains. Il ne parvint cependant pas à quitter la surface de Halo et fut détruit en même temps que l'anneau. Ce croiseur disposait d'un large ascenseur gravitationnel en guise d'interface avec la surface de l'anneau.
L'Ascendant Justice est un vaisseau amiral basé dans les environs de l'Installation 04. John-117, le Sergent Johnson et d'autres humains le volèrent. Cortana y entra en contact avec les technologies de plasma Covenantes et les améliora, rendant le vaisseau bien plus puissant qu'avant. Le commandant du vaisseau était un puissant Sangheili inconnu, vaincu par John-117 après un âpre combat. L'Ascendant Justice fut détruit en percutant le Hiérophante Inflexible.
Le Shadow of Intent est un vaisseau de combat de type croiseur capturé par Rtas 'Vadumee et ses Sangheili à la fin de Halo 2. Il devint le vaisseau amiral des « hérétiques » dans Halo 3. À la fin du jeu, 'Vadumee et l'Arbiter quittent la Terre à son bord.
L'Infinite Succor est un vaisseau agricole qui fut le premier vaisseau Covenant à rencontrer le Parasite. Une mission, commandée par Rtas 'Vadumee et 'Kusovai y fut envoyée. Rtas détruisit le vaisseau en le précipitant dans une étoile, mais parvint à s'échapper avant. Il fut le seul survivant de cette opération. L' Infinite Succor apparait exclusivement dans Halo Graphic Novel.

#### Bases mobiles
Le Hiérophante Inflexible est une gigantesque base militaire. Sa fonction était de rassembler toute la flotte Covenante dans son vaste astroport avant de réaliser un saut subspatial vers la Terre et ainsi lancer l'attaque à grande échelle. Le Hiérophante Inflexible fut envahi par John-117 et quelques-uns de ses Spartans, où ils firent notamment leur première rencontre avec les Jiralhanae. La base fut détruite par les Spartans et par l'Ascendant Justice.
Grande Bonté est une gigantesque station astéroïdale servant de cité et de capitale de l'Alliance. Elle possède des réacteurs subspatiaux lui permettant de se déplacer dans l'espace à grande vitesse. Grande Bonté est quadrillée par un système de sécurité très performant, empêchant toute intrustion non autorisée. Grande Bonté fut le siège du Grand Conseil Covenant, puis mise à feu et à sang par les débuts de la guerre civile entre les « hérétiques » et les loyalistes Covenants. Enfin, Grande Bonté fut envahie par le Parasite et le Fossoyeur qui massacrèrent tous les habitants.

## Principaux personnages de l'Alliance
Les personnages ayant marqué l'histoire de l'Alliance se divisent en deux catégories. Les loyalistes sont ceux qui sont restés fidèles à l'idéal du Grand Voyage. Les hérétiques sont ceux qui ont renoncé à poursuivre cet objectif et qui combattent les loyalistes.

### Loyalistes
Le Haut Prophète de la Vérité est le chef suprême de l'Alliance. Ce San ‘Shyuum est totalement loyal envers l'objectif de l'Alliance qui est l'accomplissement du Grand Voyage. Il fut d'ailleurs le Covenant le plus proche d'y parvenir. Sans pitié, Vérité est prêt à tout pour activer les anneaux. Vérité meurt sur l'Arche, alors qu'il était tout près d'atteindre son but.
Le Haut Prophète du Regret est le premier Covenant à avoir lancé une attaque sur la Terre. Deuxième membre du triumvirat dirigeant avec Vérité et Pitié, il est lui aussi fidèle à l'idéal du Grand Voyage. Plus actif que les deux autres Hauts Prophètes, il préfère être sur le terrain, même si cela représente une importante prise de risque. Regret meurt sur Halo Delta, tué par John-117 mais son corps est récupéré par le Fossoyeur.
Le Haut Prophète de la Pitié est le plus effacé des trois San ‘Shyuum du triumvirat et en est le doyen. Sa sagesse en fait un conseiller de choix pour Vérité. Ce dernier n'hésite cependant pas à l'abandonner lorsque Pitié est attaqué par un organisme parasitaire sur Grande Bonté.
Tartarus est le grand chef des Jiralhanae. Sa grande force en fait l'outil favori de Vérité pour les missions difficiles. Il méprise l'Arbiter, bien qu'il ait fait plusieurs missions à ses côtés. Tartarus serait assez fort pour déchiqueter un Maglekgolo. Il refuse d'admettre que le Grand Voyage est un suicide collectif et préfère accomplir la mission que lui a confié Vérité. Il meurt sur Halo Delta, tué par l'Arbiter et le Sergent Johnson.

### Séparatistes
L'Arbiter est l'ancien commandant Sangheili de la flotte de la Justice Distincte. Après avoir survécu au désastre de l'Installation 04, il perdit son vaisseau, l'Ascendant Justice, après un terrible combat face à John-117. Il survécut néanmoins au combat et fut expulsé de son vaisseau par une nacelle de sauvetage. De retour sur Grande Bonté, il fut jugé  pour son échec à protéger l'anneau et condamné à mort. Vérité, à qui revenait le choix du mode d'exécution, le fit Arbiter, grade militaro-religieux suprême dans la hiérarchie Sangheili et agent de l'Alliance envoyé mourir dans des missions suicides. Après l'avoir fait éliminer le groupe hérétique de Sesa 'Refumee, puis récupérer l'Index sur Halo Delta, Vérité demande à Tartarus de le tuer. L'Arbiter survit malgré tout et se venge, d'abord en tuant Tartarus sur l'Installation 05, puis Vérité sur l'Arche.
Rtas 'Vadumee est l'ancien commandant des sections spéciales, habituées aux missions difficiles. Il a notamment, lors d'une de ses premières missions, rencontré et affronté le Parasite, à bord de l'Infinite Succor. Seul survivant du désastre, il y perdit la moitié de sa mâchoire et y gagna une haine féroce envers le Parasite. Il commande avec l'Arbiter la mission contre Sesa 'Refumee et ses hérétiques. D'abord méprisant envers l'Arbiter, il finit par éprouver pour lui un profond respect. Il fut d'ailleurs l'un des premiers à suivre ce dernier dans la guerre civile et devint commandant de la flotte hérétique.
N'tho 'Sraom et Usze 'Taham sont deux Sangheili qui ont combattu aux côtés de l'Arbiter et de John-117 lors de la guerre civile. Ils apparaissent dans Halo 3 en tant que personnages supplémentaires jouables en mode coopération.

### Hérétiques
Sesa 'Refumee fut le premier Sangheili à apprendre la vérité sur le Grand Voyage. Il fit cette découverte en rencontrant 343 Guilty Spark dans une plate-forme d'extraction Forerunner située près des restes de l'Installation 04. L'IA Forerunner s'y était réfugié après la destruction de l'anneau. Spark enseigna à Sesa toute la vérité sur le fonctionnement des anneaux. Le Sangheili décida donc de prévenir les Covenants du danger du Grand Voyage, et fit de la plate-forme son quartier général. Il parvint à convaincre quelques Sangheili et Unggoys de le suivre. Afin d'empêcher que l'hérésie se répande, le prophète de la Vérité envoya l'Arbiter et 'Vadumee assassiner Sesa dans sa base. Sesa fut tué, mais parvint à semer le doute dans l'esprit de l'Arbiter.

## Composition de l'Alliance
L'Alliance Covenante repose sur un système hiérarchique de castes. Les noms donnés ci-dessous sont les noms originaux des espèces accompagné par leur nom binomial en Latin. Ce dernier provient du Bestiarium inclut dans les éditions Limité et Légendaire de Halo 3 . Les dates d'incorporation dans l'Alliance sont celles du calendrier Grégorien en vigueur au CSNU.

### San 'Shyuum (Perfidia vermis)
Les San 'Shyuum (nom binomial en Latin: Perfidia vermis signifiant littéralement « vers de traîtrise »), généralement appelés Prophètes ou Hiérarques, sont au sommet de la hiérarchie Covenante, dont ils sont les dirigeants politiques et religieux; et malgré leur absence de force physique, ils sont craints et respectés par les autres espèces de l'Alliance. Leur monde natal est inconnu, mais regorgeait d'après eux de vestiges Forerunners, qui auraient même habité cette planète avant l'apparition de la race des San ‘Shyuum. Leur monde a été détruit. Le Grand Conseil Covenant est composé uniquement de San 'Shyuum et de Sangheili jusqu'à la guerre civile. Les principaux San 'Shyuum sont Vérité, Regret et Pitié, qui forment le triumvirat des Hauts Prophètes ou Hiérarques. Les autres San 'Shyuum sont qualifiés de « mineurs ». Les San 'Shyuum placent la spiritualité au-dessus de tout et tous leurs actes sont dictés par leur foi dans ce qu'ils nomment le « Grand Voyage ».
Avant la formation de l'Alliance, les San 'Shyuum furent presque vaincus par les Sangheili. Le traité de paix réunissant les deux espèces ne se fit pas avant la découverte d'artefacts Forerunners sur la planète natale des San 'Shyuum, qui mena à la création de l'Alliance Covenante; ce traité définit aussi les rôles des deux races: tandis que les Shangeilis s'occuperaient exclusivement des questions militaires et de sécurité, les San 'Shyuum étudieraient les artéfacts Forerunners que l'Alliance découvrirait, tout en s'occupant des questions religieuses. Dès lors les San 'Shyuum placèrent d'intenses efforts dans le but d'augmenter leur espérance de vie, au point de tenir à préserver uniquement certains caractères génétiques. Cet effort eugéniste amena l'interdiction pour certains de se reproduire, leurs caractéristiques étant jugées trop « communes ». Après la destruction de leur planète natale, la majorité des San 'Shyuum s'installa à Grande Bonté. Après l'invasion de cette dernière par le Parasite, l'espèce présenta de dangereux signes d'extinction prochaine.
Les San 'Shyuum sont petits de taille, et possèdent un cou très long et courbé de manière parabolique. Leurs oreilles sont très longues et descendent au niveau de leur épaule. Ils portent une petite touffe de poils sur le crâne, lequel est généralement caché par les imposantes couronnes que portent généralement les San 'Shyuum. Vêtus généralement d'une longue robe, il est rare qu'ils quittent leurs sièges antigravité leur permettant de se déplacer plus rapidement.
Les premiers dessins de San 'Shyuum furent réalisés par Shi Kai Wang et Eric Arroyo. Ils furent originellement représentés avec leurs trônes antigravité fusionnant avec leur structure organique. Les personnages furent représentés comme faibles. Chacun des trois Hauts Prophètes fut dessiné individuellement. Les San 'Shyuum apparaissent dans Halo 2 et dirigent l'Alliance avec les Sangheili.

### Sangheili (Macto cognatus)
Les Sangheilis (nom binomial en Latin: Macto cognatus signifiant littéralement « j'honore mon père »), ou Élites sont, avec les San 'Shyuum, les membres fondateurs de l'Alliance, dont ils sont les chefs militaires. Issus de la planète Sanghelios, dans le système Urs, les Sangheili sont belliqueux et fiers. Ils possèdent le système de sous-castes le plus important et le plus hiérarchisé de l'Alliance. La couleur de leur armure de combat indique leur rang au sein de leur espèce. La rencontre avec les San 'Shyuum provoqua un bref conflit au terme duquel fut fondé l'Alliance Covenante avec le traité d'alliance qui réparti les fonctions des deux races fondatrices: les artéfacts Forerunners, ainsi que le clergé, seraient du ressort exclusifs des San 'Shyuum tandis que la sécurité et les questions militaires seraient du ressort exclusif des Shangeilis. Les Sangheilis servirent de Gardes d'Honneur des San 'Shyuum et constituaient le noyau central de la force militaire pendant la quasi-totalité de l'histoire de l'Alliance. La mort du Haut Prophète du Regret provoqua leur remplacement à ce poste par les Jiralhanae, qui tentèrent d'exterminer leurs rivaux sur ordre et avec la bénédiction des Hiérarques. Les Sangheilis firent par conséquent scission avec l'Alliance peu après, entraînant la guerre civile qui précipitera la fin de l'Alliance, s'alliant avec leurs anciens ennemis humains.
Les Sangheili apparaissent dans tous les jeux et romans de l'univers Halo, généralement en tant que commandants militaires plus ou moins importants au sein de l'Alliance Covenante. Il existe plusieurs variétés de Sangheilis mais ils mesurent environ 2,50 m en moyenne. En plus de leur taille, ils jouissent d'une grande force physique, quoiqu'inférieure à celle des Jiralhanae', et d'un poids élevé, (244 kg en moyenne) mais bien proportionnel à leur taille, ne contraignant aucun de leurs mouvements. Très résistants de nature, les Élites sont très avantagés par leur armure dotée d'un bouclier énergétique rechargeable en cas d'une trop grande exposition aux tirs ennemis ou à n'importe quel danger.
Les Élites ont une physiologie très spéciale. Leur mâchoire est composée de quatre mandibules articulées garnies de dents pointues. La forme de leurs jambes se rapproche plus de celle des quadrupèdes que de celle des jambes humaines. Leurs mains sont pourvues de quatre doigts articulés et préhensiles, leur permettant de tenir et manœuvrer des objets avec facilité. Les Élites ont une peau brunâtre mais ils sont toujours vêtus d'une combinaison moulante grise et écailleuse. Malgré leur origine extraterrestre, ils respirent de l'air. Pour les Élites, en dehors des San 'Shyuum, toutes les autres races sont inférieures. Ce sont les seuls ayant le droit de construire et piloter les vaisseaux spatiaux de la flotte ; cependant, l'équipage est composé d'autres races Covenantes.
Fiers, les Sangheili aiment le combat et considèrent la mort en guerre comme le plus grand des honneurs. Ils savent aussi respecter le talent au combat ou la force militaire de leur adversaire. Ainsi, le surnom de « Démon » donné aux Spartans, s'il se veut être une insulte, est aussi une marque de respect. De même, lorsque les Uggnoys — poussé à bout par les Kig-Yars, qui tentèrent de les stériliser — se révoltèrent, ils impressionnèrent et mirent en grande difficulté les Shangeili par leur férocité insoupçonnée à laquelle seules les mesures les plus extrêmes purent mettre fin. En signe de respect pour les capacités aux combats des Uggnoys, les Shangeili les promurent de simple chair à canon au rôle de fantassin.

### Jiralhanae (Servus ferox)

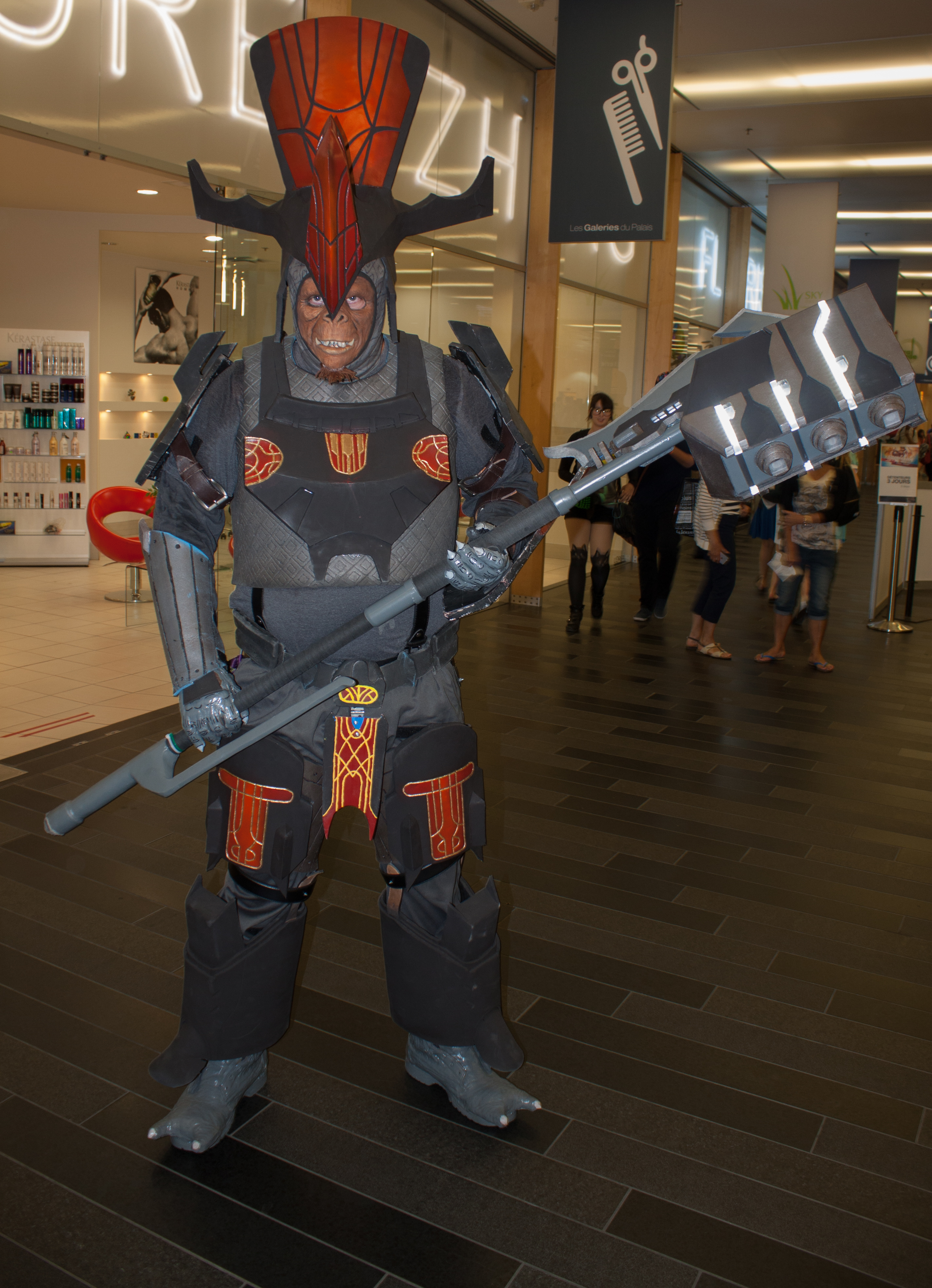
Cosplay d'un chef Jiralhanae avec son marteau antigravité.

Les Jiralhanae (nom binomial en Latin: Servus ferox signifiant littéralement « serviteurs sauvages »), ou Brutes sont des créatures à l'aspect simien et à la peau analogue à celle des rhinocéros. Issus de la planète Doisac, dans le système Oth Sonin, ce sont des humanoïdes mesurant jusqu'à 2,80 m pour un poids de 550 kg. Une fourrure épaisse recouvre la majeure partie de leur corps, ce qui les fait ressembler aux gorilles. Ils possèdent une force physique supérieure à celle des Sangheili mais restent néanmoins beaucoup moins vifs et agiles en dépit de leur poids. Ils sont essentiellement carnivores. Hiérarchisés, les Jiralhanae considèrent le plus fort d'entre eux comme leur chef. Le dernier à avoir porté ce rang est Tartarus. Contrairement aux autres Covenants qui exploitent une technologie imitant celle des Forerunners, les Jiralhanae emploient la leur, basée sur la puissance brute et les dégâts contondants. Ils sont caractérisés par une agressivité sans bornes, ce qui causa de nombreux conflits au cours de leur histoire, bridant leur progression technologique.
Au combat, les Jiralhanae délaissent les tactiques militaires employées par les autres races de l'Alliance au profit de la force brute, n'hésitant pas à charger l'ennemi avec leurs armes équipées de lames, telles que le Spiker ou le sabre-grenade, afin de causer plus de dégâts au corps-à-corps. Ils combattent rarement seuls et sont souvent regroupés en meutes. Ils dirigent parfois les unités de Grognards et de Rapaces. Comme les Élites avant eux, les Brutes possèdent des armures colorées qui définissent leur grade. Certains Jiralhanae sont aussi utilisés dans des unités d’infiltration, en employant notamment la technologie du camouflage optique. Cette tactique de combat étant assez éloignée des traditions Jiralhanae, ces unités restent très rares. D'autres sont aussi employés dans des unités aéroportées et équipés de jet-pack. Ils peuvent piloter n'importe quel type de véhicule de l'Alliance Covenante.
Ils sont incorporés à l'Alliance en l'an 2492, durant l'Âge du Doute. Lorsque les Covenants arrivèrent sur Doisac, les Jiralhanae se relevaient à peine d'une guerre civile globale qui causa une brusque récession technologique. Au moment de leur entrée dans l'Alliance, les Jiralhanae maîtrisaient à peine l'utilisation des ondes radio. Ce fossé technologique séparant les Brutes des Covenants incita les Jiralhanae à rentrer dans l'Alliance sans combattre. Les Jiralhanae connurent une ascension hiérarchique fulgurante au sein de l'Alliance, la raison principale étant qu'ils étaient tout aussi puissant que les Shangeili mais qu'ils étaient bien plus dociles et manipulables; et après la mort du Prophète du Regret, dont les Sangheili assuraient la protection, finirent par remplacer entièrement ceux-ci au rang de garde d'honneur des San 'Shyuum, ces derniers donnant leur bénédiction aux Jiralhanae pour génocider leurs rivaux. C'est cet évènement qui causa le Grand Schisme, la séparation entre les Loyalistes et les Séparatistes Covenants. Les Jiralhanae furent vaincus avec la défaite sur l'Arche, face au Spartan 117 et à l'Arbiter.

### Unggoy (Monachus frigus)
Les Unggoy (nom binomial en latin : Monachus frigus signifiant littéralement « singe froid »), ou Grognards sont de petites créatures enrôlées dans l'Alliance lors de l'Âge de la Réconciliation, en 2142. Ils possédaient déjà à cette époque la capacité du voyage interplanétaire. Leur monde natal est Balaho, du système Tala, une planète dont l'atmosphère est saturée en méthane. Les Unggoy ne peuvent d'ailleurs pas survivre sans ce gaz, et portent au combat une armure pressurisée munie d'un respirateur leur injectant continuellement du méthane. Les Unggoy sont en bas de la hiérarchie Covenante et sont peu respectés par les autres membres de l'Alliance. Un Grognard adulte mesure environ 1,40 m et pèse approximativement 61 kg tout équipé. Leur faible constitution pousse les Grognards à se déplacer en groupe. Cette race Covenants considérée comme inférieure est utilisée comme infanterie, voire tout simplement comme chair à canon. Leur fort taux de natalité allié à leur temps de gestation très court permet à l'Alliance d'aligner un grand nombre de ces soldats. Les Grognards sont aussi utilisés dans l'artillerie, et il est courant de les voir servir des canons mitrailleurs à plasma, piloter des véhicules légers ou mettre en service des armes lourdes. Certains sont aussi employés dans des unités d'infiltration ou comme servants pour les officiers Sangheili et Jiralhanae.
Traités comme des esclaves par les autres races de l'Alliance Covenante, ils sont souvent victimes de racisme et de cruauté. À un moment de l'histoire des Covenants, en 2462, les grognards se sont rebellés à la suite d'un différend avec les Kig-Yar, mettant à mal les Sangheilis, mais la révolte fut sévèrement réprimée et la planète natale des Unggoy, Balaho, fut entièrement vitrifiée par la flotte Covenante. De ce différend est resté une certaine animosité entre les Unggoy et les Kig-Yar. Une autre conséquence de ce différend fut que les Sangheilis, ayant constatés à quel point les Unggoy étaient redoutables quand ils étaient acculés, décidèrent de les intégrer dans les forces militaires de l'Alliance. Cette répression se traduit dans les jeux par une couardise très prononcée, les Unggoy n'hésitant pas à fuir le combat en hurlant quand leur chef d'unité est tué. Il arrive cependant que certains Unggoy plus zélés dégoupillent des grenades plasma et se jettent sur leurs assaillants afin de les tuer dans une attaque suicide. Ces grognards voient cette mort comme une accession plus rapide au Grand Voyage.

### Kig-Yar (Perosus lantrunculus)
Les Kig-Yar (nom binomial en Latin: Perosus lantrunculus signifiant littéralement « bandit haineux ») sont natifs de Eayn, satellite de Chu'ot, dans le système Y'Deio. Ils possèdent certains liens de ressemblance avec les oiseaux. Ils arborent notamment des plumes sur les membres et le crâne et possèdent une bouche similaire à un bec. Ils possèdent de grands yeux pâles, leur conférant une forte acuité visuelle. Tous les Kig-Yar sont gauchers. Un mâle Kig-Yar adulte mesure 1,70 m de haut et pèse 61 kg. Les femelles, elles, ne possèdent pas de plûmes mais des plaques calleuses. Les femelles occupent la plupart du temps le poste de Capitaine.
Ils furent incorporés dans l'Alliance en l'an 1342. À cette époque, les Kig-Yar étaient un peuple de pirates marchands basé sur l'ochlocratie. Voyant l'entrée dans l'Alliance comme une source de profit, ils acceptèrent la proposition des San 'Shyuum. Ce passé fait des Kig-Yar des membres d'équipages de choix pour les vaisseaux spatiaux Covenants. Leur forte acuité visuelle en fait aussi des tireurs hors pair. C'est pourquoi ils sont employés en tant que tireurs d'élite ou comme éclaireurs au sein de l'Alliance. Leur faiblesse physique les conduisant à être facilement tués au combat fut palliée par la création de boucliers énergétiques protégeant la quasi-intégralité de leur corps. La couleur du bouclier reflète le grade des Kig-Yar.
On distingue deux types de Kig-Yar à la morphologie et aux tactiques militaires différentes :
- Les Rapaces appelés ainsi par les Humains en raison de leur ressemblance avec le genre d'oiseau éponyme. Ils sont employés par l'Alliance pour les missions de reconnaissance ou d’infiltration. Certains sont équipés de pistolet plasma et d'un bouclier énergétique portatif accroché à leur poignet tandis que d'autres sont armés d'armes de précision telles que la Carabine Covenante. Ces derniers sont aussi équipés d'un casque rassemblant de multiples optiques et lunettes de visée.

- Les Écorcheurs. Ils apparaissent exclusivement dans Halo: Reach et semblent avoir mystérieusement disparu après cette bataille, ils ont probablement été tous massacrés. Comparés à leurs cousins, les Écorcheurs sont plus portés sur l'attaque que sur la défense et sont beaucoup plus robustes, ils n'ont donc pas besoin des grands boucliers caractéristiques des Rapaces. Ils sont aussi plus rapides, pouvant courir à plus de 60 km/h. Ils ont en commun une très bonne vue et peuvent tous les deux servir de tireur d'élite. Ils sont très agressifs et se déplacent en groupe, ils semblent aussi plus courageux et donc plus dangereux. Ils peuvent être équipés d'un petit bouclier énergétique au poignet. Les grades se reconnaissent à la couleur de leur armure.

### Mgalekgolo (Ophis congregatio)
Les Mgalekgolo (nom binomial en Latin: Ophis congregatio signifiant littéralement « association de serpent »), ou Chasseurs sont d'imposants béhémoths constitués de colonies de vers, suivant un principe identique à celui des physalies, nommés Lekgolo. Les Lekgolo cohabitent ainsi pour former un seul et même organisme. Ils sont natifs d'un satellite de la planète gazeuse Te, dans le système Svir. Ce satellite est caractérisé par une forte gravité, ce qui nuit considérablement au développement technologique des Mgalekgolo, les empêchant de quitter l'astre.
Les Mgalekgolo furent les premiers à rejoindre l'Alliance nouvellement formée entre les Sangheili et les San 'Shyuum. Ces derniers parcouraient alors la galaxie à la recherche d’artéfacts Forerunners. C'est au cours de cette quête qu'ils découvrirent la planète Te, entourée d'une ceinture d'astéroïde et de petits satellites riches en antiques artefacts Forerunner. Les Lekgolo n'ayant aucune considération religieuse pour ces objets, ils en détruisirent involontairement au cours de leurs activités. Considérant cette détérioration comme blasphématoire, les Prophètes s’engagèrent dans une guerre contre cette espèce en apparence inoffensive. N'ayant pas conscience de leur capacité à s'agglutiner pour former de puissants combattants, les Covenants s'embourbèrent sur cette planète où la forte gravité ne les avantageaient pas. Plutôt que de risquer la destruction totale de leur planète natale, les Mgalekgolo choisirent de se rendre et intégrèrent l'Alliance en l'an -784, sans toutefois adopter leur idéologie religieuse. 
Malgré des problèmes de communication, l'incorporation des Mgalekgolo à l'Alliance bénéficia aux deux parties, les Mgalekgolo disposant ainsi de la capacité à voyager dans l'espace et l'Alliance bénéficiant des nombreux minéraux rares de leur planète Te. La puissance des Mgalekgolo en fait des artilleurs de choix pour l'Alliance Covenante. Les noyaux des Scarabs d'assaut Covenants sont également constitués de colonies de Lekgolo.

### Yanme'e (Turpis rex)
Les Yanme'e (nom binomial en Latin: Turpis rex signifiant littéralement « roi déshonorant »), ou Drones sont des créatures insectoïdes capables de voler quelques instants dans les airs et de s'agripper à toutes les parois.  Ils sont issus de Palamok, dans le système Napret, une planète à forte densité. Les Yanme'e possèdent une forme insectoïde proche de celle des arthropodes et sont munis de deux paires d'ailes repliables sous une carapace chitineuse. Un mâle adulte mesure environ 1,90 m et pèse approximativement 120 kg. Leurs ailes leur donnent une envergure maximale d'environ 3 m. Ils communiquent entre eux par un ensemble de sons et de phéromones, compliquant sévèrement les communications avec les autres races de l'Alliance.
Ils rencontrèrent pour la première fois l'Alliance Covenante en 1112. Un court mais intense conflit s’engagea entre les Yanme'e et l'Alliance causant de nombreuses pertes dans les deux camps. En effet, comme pour les Mgalekgolo près de 1 500 ans plus tôt, la forte gravité de la planète handicapa les forces Covenantes. Ce conflit prit fin lorsqu'un Prophète trouva un moyen pour communiquer avec les Yanme'e. Des négociations s'ensuivirent, aboutissant à l’incorporation des Drones dans l'Alliance en tant que techniciens et combattants.
Les Yanme'e se battent en groupes très nombreux mais forment néanmoins une espèce très intelligente, dévouée corps et âme à sa tâche, quelle que soit cette dernière. Ils se servent des pistolets à plasma. Ils possèdent suffisamment de force pour soulever un homme et sont également capables d'aborder un véhicule en marche. Leur vélocité les rend très difficiles à viser en combat, et un groupe de Yanme'e peut venir rapidement à bout d'un groupe ennemi. Les Yanme'e servent parfois de techniciens, et sont capables de pirater des systèmes informatiques humains. De même, les Yanme'e sont parfois employés pour l'entretien des machines lorsque les Huragok font défaut. Leur rang social est assimilable à celui des Unggoys. Leur rang hiérarchique quant à lui est analogue à celui des Kig-Yar. Comme eux, ils paraissent plus être des animaux dressés par les Covenants que réellement des membres à part entière.  Les Yanme'e sont gouvernés par des reines, ce qui accentue encore leur ressemblance avec les insectes sociaux terriens.

### Huragok (Facticius indoles)
Les Huragok (nom binomial en Latin: Facticius indoles signifiant littéralement « génies artificiels »), ou Ingénieur sont les créatures les plus singulières de l'Alliance Covenante. Ces créatures évoquant des mollusques mauves et lévitant au-dessus du sol ont été conçus par les Forerunners il y a plus de 100 000 ans dans le but d'entretenir les structures. Les Huragok ressemblent aux méduses, arborant des nuances de rose et de cyan, et lévitant au-dessus du sol au moyen de vessies contenant du gaz. Ils peuvent contrôler le volume de gaz présent dans ces poches afin de réduire ou d'augmenter leur altitude. L'origine artificielle des Huragok se retrouve principalement dans leur peau, d'apparence organique. Il s'agit en réalité d'une sorte de silicone. Leur durée de vie est virtuellement infinie, c'est pour cette raison que les Covenants en découvrirent dans des installations Forerunners vieilles de plusieurs milliers d'années. Ils disposent de 4 tentacules leur permettant d’effectuer des réparations d'une très grande précision. Ces tentacules leur permettent aussi de communiquer à l'écrit, les Huragok maîtrisant l'alphabet Covenant.
Ils furent découverts par l'Alliance lors de l'exploration d'antiques structures Forerunners et furent immédiatement utilisés par les Covenants. Les Huragok se moquent complètement des clivages diplomatiques et ne sont pas à proprement parler intégrés à l'Alliance. Leur rôle consiste à réparer les objets, au moyen de leurs tentacules, qu'ils peuvent adapter à n'importe quel système. Les Huragok ne se préoccupant pas des guerres, ils peuvent aider des humains ou d'autres ennemis des Covenants. Leur don de la réparation les rend cependant incontournables pour l'Alliance. 
Les Huragok étaient présents sur le code source de Halo: Combat Evolved mais furent retirés peu avant la sortie du jeu, du fait de leur inutilité au combat. Il est cependant possible de réactiver le code et de faire apparaître les Huragok dans le jeu avec l'aide d'un mod. Ils sont toutefois présents dans Halo 3: ODST et Halo: Reach et possèdent le pouvoir de régénérer le bouclier de leurs alliés.

### Créatures supprimées
En dehors des espèces présentées ci-dessus, certaines créatures furent initialement développées pour les jeux Halo, avant d'être finalement retirées. 
Les Drinols sont des créatures massives d'allure cyclopéenne développées initialement pour apparaître dans Halo 2. Elles furent finalement retirées. Il est possible cependant que la forme parasite dits « Juggernaut », présents sous forme encodée dans Halo 2 après avoir été retirés du jeu de la même façon que les Huragok, soient des Drinols infectés par le Parasite, de par certaines ressemblances physiques (les griffes au bout du bras du Juggernaut pourraient être des griffes de Drinol, la carrure semble la même). Une autre théorie toujours en rapport avec le Parasite veut que le design des Drinols ait inspiré les formes colossales du Parasite « purs ».

Enfin, une description, assortie d'un tableau réalisé par l'artiste Craig Mullins, décrit un monstre apparaissant dans le jeu Marathon de Bungie, ressemblant fortement à un Drinol,.

« Le Hulk est une créature énorme et relativement lente, mais incroyablement forte. Le rapport scientifique a indiqué qu'il ne possédait pas de corps gras, et qu'elle devait donc être souvent nourrie pour rester active. Un membre d'équipage rapporta qu'il avait vu une de ses créatures pointer son doigt vers elle-même en marmonnant « Drinniol » juste avant de « saisir Johnny par la chemise pour l'écraser contre un pilier ». »

— Description du « Hulk » de Marathon.
Dans la mission Nightfall de Halo:Reach , on peut combattre de gigantesques créatures munis de griffes et de défenses, baptisées "Gùta". N'ayant pas d'informations supplémentaires, on peut penser qu'il s'agisse d'une modification des Drinols de base, de par les similitudes entre les deux espèces, bien que ceci ne reste que des spéculations.
Les Stalkers sont des créatures devant initialement apparaître dans Halo 2. On peut les voir sur le disque « Halo 2 Collector's Edition ». Leur design fut tiré de dessins originaux des Sangheili. Comme pour les Drinols, il est possible que le design des Stalkers ait été réutilisé pour les formes de Parasite « purs » de Halo 3. D'ailleurs, la forme pure « basique » ressemble énormément au dessin conceptuel de Stalker apparaissant dans le disque collector. De plus, le nom anglais de cette forme est « Stalker », ce qui renforce cette hypothèse. On ne sait rien d'autre de ces créatures.
Les Sharquoi sont des créatures mystérieuses uniquement mentionnées dans les « Conversations de l'univers » du manuel de Halo 2 : Limited Collector's Edition. Ce nom ne fut jamais utilisé ailleurs par la suite. Il n'y a pas de certitude quant au fait que les Sharquoi soient effectivement des créatures de Halo. Une hypothèse veut qu'il s'agisse du nom Covenant du Drinol.
Les Aliens Troopers sont des créatures apparaissant également sur le disque Halo 2 Collector's Edition. Hormis une image, il n'existe aucune information sur eux. Leur design en ferait à priori des prédécesseurs des Mgalekgolo.
Les Keelbugs apparaissent sur le disque collector. Leur rôle est apparemment de nettoyer les champs de bataille, en découpant les cadavres en plusieurs morceaux qu'ils emportent avec eux dans les airs. 
Les Special Purpose Snipers sont une autre espèce supprimée apparaissant sur le disque collector.

## Langage
Les Covenants ont leur propre langage qui diffère selon la race. Les Unggoys poussent de petits glapissements, d'où leur nom humain de Grunts, ils bénéficient cependant d'un système de traduction vers le langage humain. Les Kig-Yar poussent des cris comparables à ceux des oiseaux. Le langage Sangheili est plus structuré, et dispose d'un vocabulaire assimilable à celui des langues humaines. Les Sangheili s'équipent également d'un système de traduction peu après la destruction de l'Installation 04. Les Lekgolo poussent des grognements mais n'ont pas de langage du fait de leur structure corporelle. Le langage originel des Jiralhanae et des San ‘Shyuum est quant à lui inconnu.
Cependant, les Covenants utilisent un alphabet commun. Hautement stylisé, cet alphabet semblait à l'origine constitué de formes basiques, comme des polygones ou des lignes. Par souci d'esthétique, les caractères furent au fur et à mesure stylisés jusqu'à ressembler à des formes de Tangram.